# Merlin Polzin
Merlin Polzin (Hamburgo, Alemania, 7 de noviembre de 1990) es un exjugador y entrenador de fútbol alemán. Actualmente dirige al Hamburgo S.V. de la Bundesliga.

## Trayectoria

### Inicios
Polzin nació en Hamburgo en 1990, donde creció en el barrio de Bramfeld (Wandsbek). Jugó al fútbol en el club local Bramfelder SV desde su infancia y ascendió al primer equipo en 2009, donde jugó en la sexta y quinta división hasta retirarse en el 2011.
Ese mismo año, se incorporó a la cantera del Hamburgo S.V., donde fue asistente técnico. Posteriormente, se trasladó a Osnabrück para cursar sus estudios de profesor de alemán y deportes en la Universidad de Osnabrück.
Cuando Daniel Thioune fue nombrado entrenador del primer equipo del VfL Osnabrück en la 3. Liga, se convirtió en su ayudante de campo. El club ascendería a la 2. Bundesliga en la temporada 2018-19 y se aseguró la permanencia en la liga en la siguiente campaña. Posteriormente, Thioune fue nombrado nuevo entrenador del Hamburgo S.V. por lo que Polzin regresó a su antiguo club. Antes del final de la temporada 2020-21, Thioune fue despedido, pero Polzin permaneció en el cuerpo técnico del club y también fue asistente de Tim Walter.

### Hamburgo S.V.
En febrero de 2024, quedó al frente del Hamburgo S.V. de manera interina tras el despedido de Walter. Luego del nombramiento de Steffen Baumgart, volvió a ser el rol de segundo entrenador. No obstante, en el mes de noviembre, asumió de nuevo al frente del primer equipo.
El 22 de diciembre de 2024, tras una victoria por 5-0 sobre el Greuther Fürth, fue ratificado en su cargo después de sumar ocho puntos en cuatro partidos disputados. En mayo de 2025, obtuvo el ascenso a la Bundesliga con una fecha de anticipación tras derrotar al Ulm por 6-1.

## Estadísticas como entrenador
| Equipo              | Div.  | Temporada | Liga | Liga | Liga | Liga | Liga |    | Copa | Copa | Copa | Copa |   | Internacional | Internacional | Internacional | Internacional | Internacional |   | Otros | Otros | Otros | Otros |   | Totales     | Totales | Totales | Totales | Totales | Totales | Totales | Totales |
| Equipo              | Div.  | Temporada | PD   | G    | E    | P    | Pos. | PD | G    | E    | P    | PD   | G | E             | P             | Pos.          | PD            | G             | E | P     | PD    | G     | E     | P | Rendimiento | GF      | GC      | Dif.    |         |         |         |         |
| ------------------- | ----- | --------- | ---- | ---- | ---- | ---- | ---- | -- | ---- | ---- | ---- | ---- | - | ------------- | ------------- | ------------- | ------------- | ------------- | - | ----- | ----- | ----- | ----- | - | ----------- | ------- | ------- | ------- | ------- | ------- | ------- | ------- |
| Hamburgo · Alemania | 2.ª   | 2023-24   | 1    | 0    | 1    | 0    | Int. | -  | -    | -    | -    | -    | - | -             | -             | -             | -             | -             | - | -     | 1     | 0     | 1     | 0 | 33.33%      | 2       | 2       | +0      |         |         |         |         |
| Hamburgo · Alemania | 2.ª   | 2024-25   | 21   | 11   | 6    | 4    | 2.º  | -  | -    | -    | -    | -    | - | -             | -             | -             | -             | -             | - | -     | 21    | 11    | 6     | 4 | 61.9%       | 50      | 25      | +25     |         |         |         |         |
| Hamburgo · Alemania | 1.ª   | 2025-26   | 0    | 0    | 0    | 0    | -    | 1  | 1    | 0    | 0    | -    | - | -             | -             | -             | -             | -             | - | -     | 1     | 1     | 0     | 0 | 100%        | 2       | 1       | +1      |         |         |         |         |
| Hamburgo · Alemania | Total | Total     | 22   | 11   | 7    | 4    | -    | 1  | 1    | 0    | 0    | -    | - | -             | -             | -             | -             | -             | - | -     | 23    | 12    | 7     | 4 | 62.31%      | 54      | 28      | +26     |         |         |         |         |
| 1.                  |       |           |      |      |      |      |      |    |      |      |      |      |   |               |               |               |               |               |   |       |       |       |       |   |             |         |         |         |         |         |         |         |

#### Resumen por competiciones
| Competición      | Partidos | Ganados | Empatados | Perdidos | %      | Resultado   |
| ---------------- | -------- | ------- | --------- | -------- | ------ | ----------- |
| 2. Bundesliga    | 22       | 11      | 7         | 4        | 60.61% | Subcampeón  |
| Bundesliga       | 0        | 0       | 0         | 0        | 0%     | En disputa  |
| Copa de Alemania | 1        | 1       | 0         | 0        | 100%   | En disputa  |
| TOTAL            | 23       | 12      | 7         | 4        | 62.31% | Sin Títulos |